# 4 giorni a settembre
4 giorni a settembre (O que é isso, companheiro?) è un film del 1997 diretto da Bruno Barreto. Coproduzione brasilio-statunitense, fu candidato all'Oscar al miglior film straniero.

## Trama
Il film racconta una storia vera, avvenuta a Rio de Janeiro sul finire degli anni sessanta: quella del sequestro di Charles Burke Elbrick, ambasciatore statunitense in Brasile.

## Riconoscimenti
- Candidatura all'Oscar al miglior film straniero